# An Van Rie
An Van Rie, née le 9 juin 1974 à Menin, est une coureuse cycliste belge. Elle a remporté le championnat de Belgique du contre-la-montre à trois reprises.

## Palmarès
- 2005
  - 2e du championnat de Belgique du contre-la-montre
- 2006
  -  Championne de Belgique du contre-la-montre
- 2007
  -  Championne de Belgique du contre-la-montre
- 2008
  -  Championne de Belgique du contre-la-montre